# Shaane Fulton
Shaane Fulton, född den 3 oktober 2000 i Tauranga, är en nyzeeländsk tävlingscyklist.
Shaane Fulton medverkade vid VM 2023 där hon ingick det nyzeeländska laget som tog en femteplats i lagsprinten. Vid OS 2024 tog hon silver i lagsprinten tillsammans med Rebecca Petch och Ellesse Andrews.